# Ötzi e il mistero del tempo
Ötzi e il mistero del tempo è un film del 2018 diretto da Gabriele Pignotta.
La mummia di Ötzi riprende vita dopo cinquemila anni e Kip, Elmer e Anna, tre giovanissimi amici, vivono con lui un'avventura straordinaria nei boschi altoatesini per sfuggire alla strega Gelica.

## Trama
Kip, Elmer e Anna, sono tre ragazzi che vivono in un paese sull'altopiano del Renon, in provincia di Bolzano, e sognano di diventare cacciatori di tesori. La madre di Kip è un'antropologa che studia lo sciamanesimo e porta spesso il figlio al Museo Archeologico di Bolzano a vedere la mummia del Similaun, da cui il ragazzo è particolarmente affascinato.
Un giorno, l'aereo su cui essa vola rimane disperso a causa di condizioni meteorologiche avverse: le ricerche non danno esito e, dopo aver accettato la scomparsa, Carlo, il padre di Kip, accetta un'offerta di lavoro all'estero. Prima di trasferirsi, Kip si reca al museo coi suoi amici per vedere un'ultima volta Ötzi. Per caso, la musica sciamanica, datagli da sua madre, che Kip stava ascoltando provoca un movimento nella mummia. Il ragazzo segnala il fatto al personale, ma ovviamente non viene creduto. Il movimento viene notato anche da Julius, uno dei guardiani del museo che è alle dipendenze di Gelica, una strega affetta da invecchiamento precoce che cerca di estrarre, dalle mummie di streghe e maghi, il potere di dominare il tempo.
Kip, Elmer e Anna sono testimoni del trafugamento del corpo di Ötzi da parte di Julius e degli scagnozzi di Gelica, che lo portano nel loro accampamento fuori città in attesa che riprenda completamente vita. Quando i tre ragazzi entrano di nascosto nella tenda dove si trova Ötzi, si trovano davanti ad un uomo di mezza età nudo, infreddolito e confuso, con barba e lunghi capelli, che assomiglia alle ricostruzioni viste nel museo. Capiscono subito che si tratta dello sciamano redivivo e lo portano di nascosto nel capanno di proprietà della famiglia di uno di loro, dove cercano d'insegnargli le nozioni del mondo moderno, che Ötzi riesce a padroneggiare in breve tempo grazie ai suoi poteri magici. Egli riconosce tali capacità anche in Kip, che potrebbe pertanto essere un suo discendente. Kip vorrebbe usare i suoi poteri per riportare indietro sua madre, ma l'uomo lo esorta invece a mettersi l'anima in pace e dichiara di dover andare in una "grotta magica", la stessa dov'era diretto cinquemila anni prima quando fu sorpreso in montagna dalla tormenta, per compiere ciò che era nelle sue intenzioni.
Accortisi della scomparsa di Ötzi, Gelica e i suoi tirapiedi si mettono sulle tracce dei ragazzi. Gelica e Julius si presentano sotto falsa identità a casa di Kip, ma vi trovano solo suo padre.
Il corpo di Ötzi, che si è diretto alla grotta accompagnato dai ragazzi, intanto, inizia a mostrare dei segni di deterioramento, ragion per cui deve affrettare i tempi; il gruppo viene però catturato dagli scagnozzi di Gelica, che minaccia Ötzi perché riveli il suo segreto. Egli non parla, ma a rivelare tutto è Kip, così Gelica parte per la grotta con Ötzi, Julius e Pasang, la sua guardia del corpo orientale. Kip riesce a liberarsi dalle corde che lo legavano e, usando il suo potere sciamanico, a fermare il tempo. Fuori dal covo di Gelica trova suo padre che, insospettito per la visita che aveva ricevuto, aveva allertato le forze dell'ordine. Con lui Kip s'incammina verso la caverna per fermare il piano della strega. Nel duello tra Kip e Ötzi da una parte e Gelica dall'altra, quest'ultima ha la peggio. Nella grotta, Ötzi fa di Kip uno sciamano completo e gli mostra immagini e suoni del passato di sua madre, poi compie il suo viaggio nel tempo.
Qualche tempo dopo, su una spiaggia tropicale, un'invecchiata Gelica festeggia il suo tredicesimo compleanno in compagnia del fedele Pasang. La vita di Kip, Elmer e Anna ritorna a procedere normalmente, ma Kip potrà usare i suoi poteri per risolvere qualche piccolo problema, come ad esempio il fatto di aver perso il treno perché arrivati in ritardo alla stazione.

## Distribuzione
Il film uscì nelle sale tedesche il 30 novembre 2017, venne presentato in anteprima a luglio al Giffoni Film Festival, è uscito nelle sale italiane il giorno 8 novembre 2018.
È disponibile su RaiPlay dal 25 giugno 2020.

## Premi
- 48ª Edizione del Giffoni Film Festival (2018): miglior film nella sezione Elements+6